# Great Ormond Street Hospital
El Great Ormond Street Hospital es el primer hospital para niños de Inglaterra, fundado en Londres en 1852.
El hospital, hoy en día, cuenta con los derechos de autor de Peter Pan, después que le fueran cedidos por su autor J. M. Barrie en vida en abril de 1929. Este regalo de Barrie hace que el hospital sea el encargado de dar los permisos para autorizar obras sobre Peter Pan.
- Datos: Q1349705
- Multimedia: Great Ormond Street Hospital / Q1349705